# Dyschoriste verdickii
Dyschoriste verdickii là một loài thực vật có hoa trong họ Ô rô. Loài này được De Wild. mô tả khoa học đầu tiên năm 1903.